# Virgilio Noè
Virgilio Noè, né le 30 mars 1922 à Zelata di Bereguardo en Italie et mort le 24 juillet 2011 à Rome, est un cardinal italien de la Curie romaine, qui fut entre autres président de la Fabrique de Saint-Pierre. 

## Biographie

### Prêtre
Après avoir été ordonné prêtre le 1er octobre 1944 pour le diocèse de Pavie, Virgilio Noè est envoyé exercer son ministère sacerdotal en paroisse.
Quatre ans plus tard, il part pour Rome poursuivre ses études, demeurant au séminaire pontifical lombard. Il obtient un doctorat en histoire de l'Église à l'Université pontificale grégorienne.
Il retourne alors dans son diocèse enseigner cette discipline, mais aussi la patrologie et la liturgie dans les séminaires de Pavie et de Tortona.
En 1964, il est nommé à la Curie romaine comme secrétaire du centre d'action liturgique. En 1969, il devient sous-secrétaire de la Congrégation pour le culte divin et la discipline des sacrements et maître des cérémonies pontificales.
Il est alors un des principaux acteurs de l'application de la réforme liturgique souhaitée par le concile Vatican II.
À ce titre, il apparait souvent, dans les années 1970, aux côtés du souverain pontife Paul VI aux moments des bénédictions urbi et orbi à la loggia de Saint-Pierre de Rome.

### Évêque
Nommé secrétaire de la Congrégation pour le culte divin et la discipline des sacrements le 30 janvier 1982, il est consacré archevêque le 6 mars suivant par le pape Jean-Paul II en personne. 
Le 24 mai 1989, il est nommé président de Commission pontificale pour le patrimoine culturel de l'Église avant de devenir président de la Fabrique de Saint-Pierre le 1er juillet 1991 et archiprêtre de la basilique Saint-Pierre le 1er juillet 1997.
Il se retire de ses fonctions le 24 avril 2002 pour raison d'âge.

### Cardinal
Il est créé cardinal par le pape Jean-Paul II lors du consistoire du 28 juin 1991 avec le titre de cardinal-diacre de San Giovanni Bosco in via Tuscolana.
Le 26 février 2002, il est élevé à la dignité de cardinal-prêtre de Regina Apostolorum. 
Il meurt le 24 juillet 2011 et est inhumé au cimetière de Campo Verano.